# イジー・ネメツ
イジー・ネメツ（Jiří Němec、1966年5月15日 - ）は、チェコスロバキア・パツォフ出身の元サッカー選手。ポジションはミッドフィールダー。

## 経歴

### クラブ
チェスケー・ブジェヨヴィツェと契約し数シーズンプレーした後、兵役のためデュクラ・プラハへ加入。2年間の義務を経て、もう1年間プレーした後、スパルタ・プラハへ移籍した。スパルタ時代の1990-91シーズンと1992-93シーズンにリーグ優勝に貢献すると、ハードワークぶりと守備時のパフォーマンスが評価され、1993年夏にドイツのシャルケ04へ移籍。シャルケではチェコ代表の同僚でもあるラドスラフ・ラータルとともにチームを牽引し、1996-97シーズンにUEFAカップ制覇に貢献した。その後、2000-01シーズンと2001-02シーズンにDFBポカール連覇を達成したのを最後に退団した。
シャルケ退団後は母国に戻り、フメル・ブルシャニや古巣のスパルタ・プラハでプレーした後、2004-05シーズンにヴィクトリア・ジシュコフでプレーしたのを最後に現役を引退した。

### 代表
代表レベルでは1990年4月4日に行われたエジプト代表戦でチェコスロバキア代表デビューし、同年6月から7月にイタリアで行われた1990 FIFAワールドカップの代表メンバーに招集された。
1993年1月にチェコスロバキア分離が実施されると、これ以降はチェコ代表としてプレーし、1996年にイングランドで開催されたEURO 1996では副将として準優勝に貢献。その後、1998 FIFAワールドカップ・ヨーロッパ予選以降は主将を務め、1998年5月27日に行われた韓国代表との国際親善試合で代表初得点を決めた。その後、UEFA EURO 2000でも主将を務めたが、グループリーグ突破はならなかった。
チェコスロバキア代表としての通算成績は国際Aマッチ20試合出場0得点。チェコ代表としての通算成績は国際試合64試合出場1得点。

### 引退後
引退後はサッカー指導者となり、古巣のデュクラ・プラハなどを率いた後、2014年からはFCズリチーンの監督を務めている。